# Kryptonesticus eremita
Kryptonesticus eremita és una espècie d'aranyes araneomorfes de la família dels nestícids (Nesticidae). Fou descrit per primera vegada l'any 1880 per Eugène Simon.
Aquesta espècie es troba a Europa i a Turquia. Ha estat introduïda a Nova Zelanda, a Auckland.
Els mascles fan de 3,5 a 4,7 mm i les femelles de 3,8 a 5,4 mm.